# 200 Motels: The Suites
200 Motels: The Suites è un album dal vivo di Frank Zappa, pubblicato come postumo nel 2015.

## Descrizione
Pubblicato nel novembre 2015, l'album di un'ora e quaranta minuti contiene le registrazioni tenute in un concerto al Walt Disney Concert Hall, condotto da Esa-Pekka Salonen con il Los Angeles Master Chorale. Essi suonarono tracce dalla colonna sonora del film 200 Motels di Frank Zappa.

## Tracce
CD 1
Testi e musiche di Frank Zappa.
1. Overture – 2:17
2. Went on the Road – 1:41
3. Centerville – 2:24
4. This Town Is a Sealed Tuna Sandwich – 10:15
5. The Restaurant Scene – 4:22
6. Touring Can Make You Crazy – 2:06
7. What's the Name of Your Group? – 11:46
8. Can I Help You with This Dummy? – 2:32
9. The Pleated Gazelle – 21:02

Durata totale: 58:25
CD 2
1. I'm Stealing the Room – 13:44
2. Shove It Right In – 7:26
3. Penis Dimension – 9:56
4. Strictly Genteel – 11:16

Durata totale: 42:22